# Església de la Miraculosa
L'Església Parroquial de La Miraculosa és un temple catòlic situat en el municipi de Picassent. És Bé de Rellevància Local amb identificador nombre 46.16.194-008.